# Falmer
Falmer – wieś w Anglii, w hrabstwie East Sussex, w dystrykcie Lewes. Leży 70 km na południe od Londynu. W 2007 miejscowość liczyła 281 mieszkańców.